# Evgenij Fjodorovitj Skvortsov
Evgenij Fjodorovitj Skvortsov, född 1882, död 1952, var en sovjetisk astronom.
Minor Planet Center listar honom som upptäckare av 3 asteroider mellan 1929 och 1930.
Asteroiden 1854 Skvortsov är uppkallad efter honom.

## Asteroid upptäckt av Evgenij F. Skvortsov
| 1149 Volga   | 1 augusti 1929  |
| 1167 Dubiago | 3 augusti 1930  |
| 1381 Danubia | 20 augusti 1930 |